# Myjomice-Leśniczówka
Myjomice-Leśniczówka – osada leśna w Polsce położona w województwie wielkopolskim, w powiecie kępińskim, w gminie Kępno.
W latach 1975–1998 miejscowość należała administracyjnie do województwa kaliskiego.
Zobacz też: Myjomice